# Roman Sladek

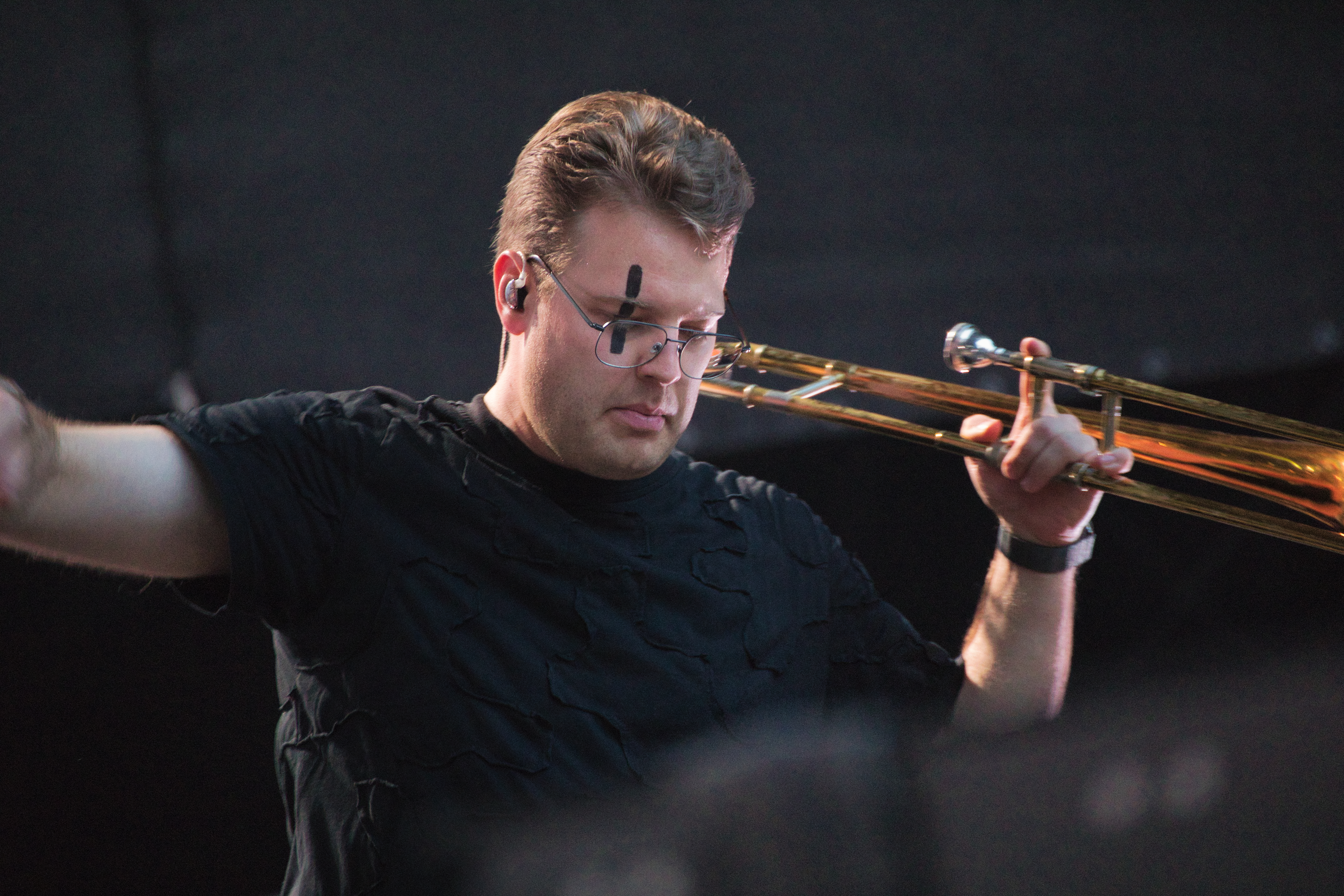
Roman Sladek mit der Jazzrausch Bigband (Rudolstadt-Festival 2023)

Roman Sladek (* 1989 in Roth bei Nürnberg) ist ein deutscher Jazzposaunist und Bandleader.

## Leben und Wirken

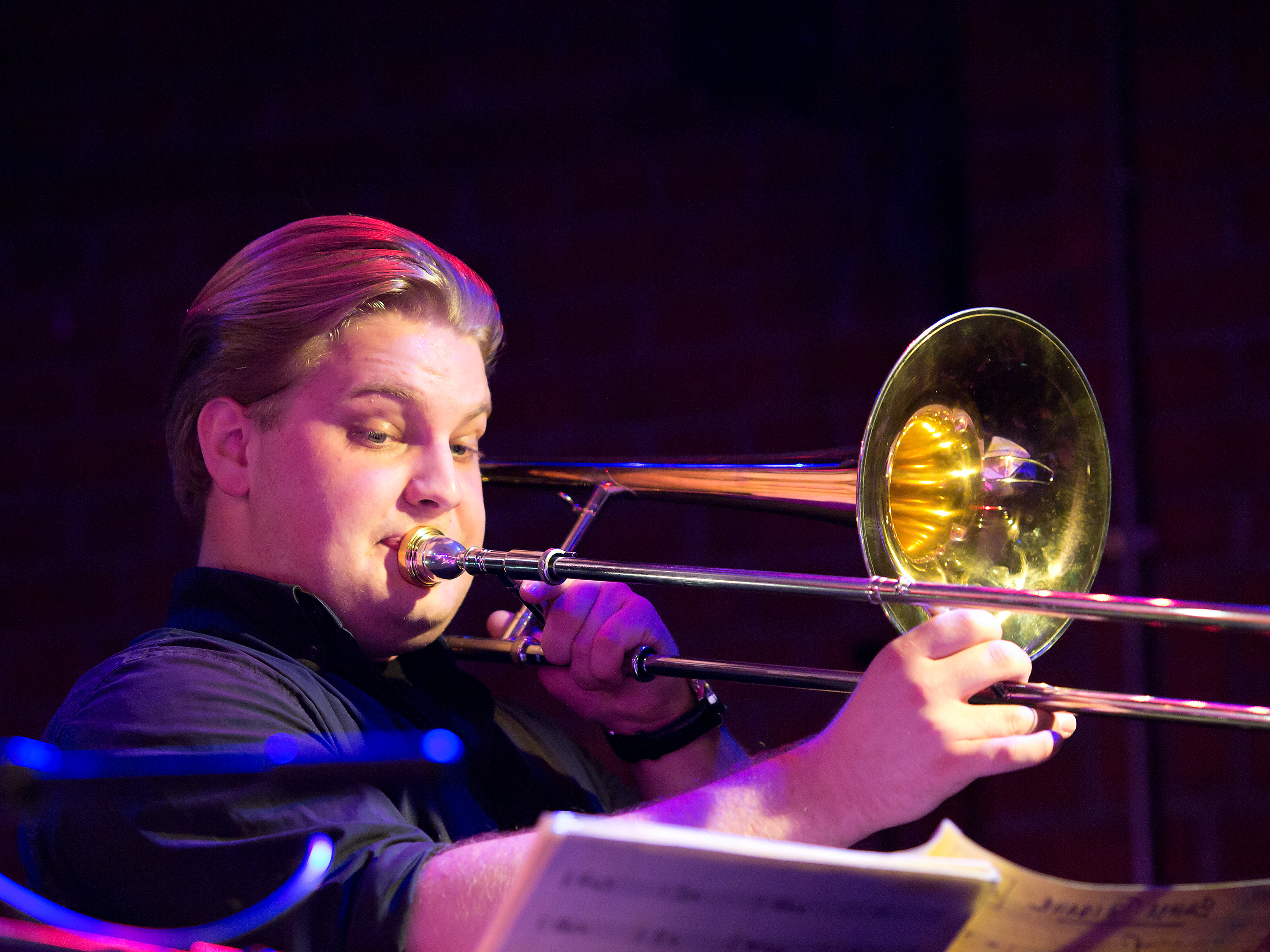
Roman Sladek bei einem Auftritt im Jazzclub Unterfahrt 2011

Sladek wuchs in Niederbayern auf, wo er das musische St.-Gotthard-Gymnasium (Niederalteich) besuchte, während er daneben als Jungstudent Unterricht für klassische Posaune an der Hochschule für Musik und Theater München hatte. Dem schloss sich ein Studium von klassischer und Jazzposaune sowie Kultur- und Musikmanagement an. Seitdem arbeitete er in der Münchener Musikszene mit eigenen Bands sowie als begleitender Musiker, unterrichtete und war als Musikmanager und -veranstalter tätig.
Im März 2014 gründete er die Jazzrausch Bigband mit Musikern von der Münchner Musikhochschule, mit der er bislang (2023) zwölf Alben produzierte und vorlegte, nach The Mirror Suite mit Christian Elsässer, Matthias Schriefl und Moritz Stahl etwa das Album téchne oder das Weihnachtsprogramm Alle Jahre wieder. Die von Sladek geleitete Großformation konzertierte u. a. im New Yorker Lincoln Center und auf internationalen Festivals. 2017 erhielt Sladek mit seiner Jazzrausch Bigband den BMW Welt Young Artist Jazz Award. In seinem Septett Slatec erarbeitet er mit mehreren Solisten in Echtzeit kreativen Trap und Techno. Des Weiteren fungierte Sladek als Bassposaunist in der Monika Roscher Bigband und arbeitete als Sessionmusiker mit der Band Slut (Album Alienation, 2013), mit der Komponistin Anna Korsun (Selected Recordings, 2013) oder mit Nils Landgren (3 Generations, 2022).

## Diskographische Hinweise
- Monika Roscher Bigband: Failure in Wonderland (enja, 2012)
- Fiva x Jazzrausch Bigband: Keine Angst vor Legenden (Kopfhörer, 2016)
- Jazzrausch Bigband: Bruckners Breakdown (Jazzrausch, 2016)
- Sara Lugo & Jazzrausch Bigband: Swing Ting (Oneness, 2017)
- Jazzrausch Bigband: Mahler’s Breakdown (Act, 2023)